# Мачикашешти (Муреш)
Мачикашешти (рум. Măcicășești) насеље је у Румунији у округу Муреш у општини Шаулија. Oпштина се налази на надморској висини од 324 m.

## Становништво
Према подацима из 2002. године у насељу је живело 160 становника.

### Попис2002.
| Расподела становништва по националности 2002.‍ | Расподела становништва по националности 2002.‍ | Расподела становништва по националности 2002.‍ | Расподела становништва по националности 2002.‍ | Расподела становништва по националности 2002.‍ |
| --------------------------------------------- | --------------------------------------------- | --------------------------------------------- | --------------------------------------------- | --------------------------------------------- |
|                                               |                                               |                                               |                                               |                                               |
| Румуни                                        | Румуни                                        |                                               | 150                                           | 93,8%                                         |
| Роми                                          | Роми                                          |                                               | 10                                            | 6,3%                                          |